# Consuelo Flecha García
Consuelo Flecha García, (Bilbao, 13 de febrero de 1948) es una catedrática española. Doctora en Ciencias de la Educación por la Universidad Complutense de Madrid y Catedrática de Historia de la educación desde 1998 en la Universidad de Sevilla. Ha desempeñado su labor docente Facultad de Ciencias de la Educación de la Universidad de Sevilla, donde es investigadora honoraria.

## Biografía
Consuelo Flecha nació en Bilbao en 1948, licenciándose en Filosofía y Letras en el año 1970, especializándose en la rama de Pedagogía, en la Universidad Complutense de Madrid. Más tarde (1982), en la misma universidad, se doctoró en Ciencias de la Educación (tesis: La reacción valorativa frente a la amistad).
Entre los años 1975 y 1981 fue Profesora Encargada de Curso de la Universidad de Sevilla (USE) y profesora Agregada Interina de la Universidad de Cádiz. Entre 1981 y 1983 fue profesora Agregada de Escuela Universitaria, pasando en este año, por aplicación de la Ley de Reforma Universitaria, a ser Catedrática de Escuela Universitaria. Compaginó este trabajo con el de Profesora-Tutora de la UNED (Centro Asociado de Cádiz). Desde 1998 es Catedrática de Universidad, del área de Historia de la Educación, en la Universidad de Sevilla.

## Su trabajo
Además de su labor docente, Consuelo Flecha García ha desarrollado distintos proyectos de investigación,  formando parte del grupo "Mujeres, Bienestar y Ciudadanía" del Departamento de Psicología Experimental de la USE, estando sus investigaciones  centradas en los procesos educativos de las mujeres, a lo largo de la historia (siglos XIX y XX principalmente) y en la actualidad, convirtiéndola en una especialista en esta materia en la que ha publicado diversos libros y un gran número de artículos.
También ha realizado tareas docentes como profesora invitada en algunas universidades europeas (en Portugal y en  Italia), iberoamericanas (en Argentina, Chile, Colombia, Cuba y  Perú) y asiáticas (como en Taiwán). Además, compagina su labor docente con su faceta de conferenciante en Congresos y Reuniones Científicas tanto a nivel nacional como internacional.
Entre otras instituciones forma parte del Seminario Interdisciplinar de Estudios de las Mujeres de la Universidad de Sevilla y pertenece a la Asociación Española de Investigación Histórica de las Mujeres.
Su labor ha sido distinguida al otorgarle premios como el XII Premio Mujer otorgado por el Ayuntamiento de Sevilla en el año 2009, o el Premio Meridiana a Iniciativas que promuevan el Desarrollo de Valores para la Igualdad entre las Personas Jóvenes de la Consejería para la Igualdad de la Junta de Andalucía, en el año 2012.